# Eugène de Beauharnais
Eugène de Beauharnais (3 septembrie 1781 – 21 februarie 1824) a fost un general francez, prinț al familiei imperiale franceze, vicerege al Italiei, Duce de Leuchtenberg, Mare Duce de Frankfurt, Prinț de Eichstätt, Prinț de Veneția. A fost fiul lui Alexandre de Beauharnais și al lui Joséphine de Beauharnais, fiu adoptiv al lui Napoleon I și moștenitor prezumptiv al coroanei imperiale franceze până la nașterea „Regelui Romei”.

## Cariera militară
Fiu al vicontelui Alexandre de Beauharnais, primul soț al viitoarei Împărătese Joséphine, Eugène îmbrățișează cariera armelor în 1797, ca aghiotant al tatălui său adoptiv, în timpul primei campanii din Italia. Îl însoțește apoi pe Bonaparte în campania din Egipt. În 1802, la doar 21 de ani, devine colonel al vânătorilor călare din Garda Consulară. După proclamarea Imperiului și a Regatului Italiei, prințul Eugène devine vicerege al Italiei (7 iunie 1805). Pe 14 ianuarie 1806 se căsătorește cu fiica regelui Bavariei, Augusta-Amélie (1788 - 1851). Eugène continuă totuși să servească ca general și face toate marile campanii ale Imperiului, remarcându-se în timpul celei de-a Cincea Coaliții și campaniei din Rusia. În timpul celei de-a Șasea Coaliții, Eugène apără cu îndârjire regatul italian împotriva austriecilor dar este nevoit să încheie un armistițiu după abdicarea Împăratului Napoleon. Grație socrului său, obține apoi titlul de Duce de Leuchtenberg și principatul Eichstätt. Moare prematur de apoplexie, la doar 43 de ani.